# Мокрі пиловловлювачі
Мокрі пиловловлювачі призначені для очищення газів від пилу при пропусканні пилогазової суміші через шар води. 
За принципом дії мокрі пиловловлювачі підрозділяються на зрошувані, комбіновані, барботажні і пінні.
Мокрі пиловловлювачі вловлюють пил крупністю до 5 мкм з ефективністю до 98-99 % .

## Класифікація
За принципом дії мокрі пиловловлювачі розділяють на чотири групи:
•	плівкові, в яких вода стікає по стінках у вигляді водяних плівок; у них пил осідає і рухається разом з водою (шлами);
•	зрошувані, в яких рідина утворює при стіканні водяну завісу, через яку проходить запилений потік повітря;
•	комбіновані, такі, що суміщають два перші способи;
•	мокрі фільтри, в яких запилене повітря пропускають через шар води або піни.
До першої групи відносяться: зрошуваний циклон, плівковий пиловловлювач з вертикальними насадками, циклон ЛІОТ з водяною плівкою.
До другої групи відносяться: скрубер з насадкою, пиловловлювач шахтного типу, механічний газопромивач, відцентровий турбінний пиловловлювач, багатозонний пиловловлювач, пилоуловлювальна башта з ґратами, горизонтальні пиловловлювачі, камери мокрого очищення.
До третьої групи відносяться: скрубер ВТІ Промбудпроект, мокрий шаровий відцентровий пиловловлювач, зрошуваний циклон, прямоточний пиловловлювач МПР-100, пиловловлювачі з трубою Вентурі і ін.
До четвертої групи відносяться: простий мокрий фільтр, мокрий фільтр з решетом, шаровий фільтр і пінні пиловловлювачі.
На практиці широке застосування отримали пиловловлювачі третьої групи.
Мокре пиловловлення застосовується для видалення частинок крупністю більше 0,3 мм із запилених газів. А також при очищенні від пилу гарячих і вибухонебезпечних газів. 
За принципом дії мокрі пиловловлювачі підрозділяються на зрошувані, комбіновані і пінні.

## Окремі різновиди

### Барботажні пиловловлювачі

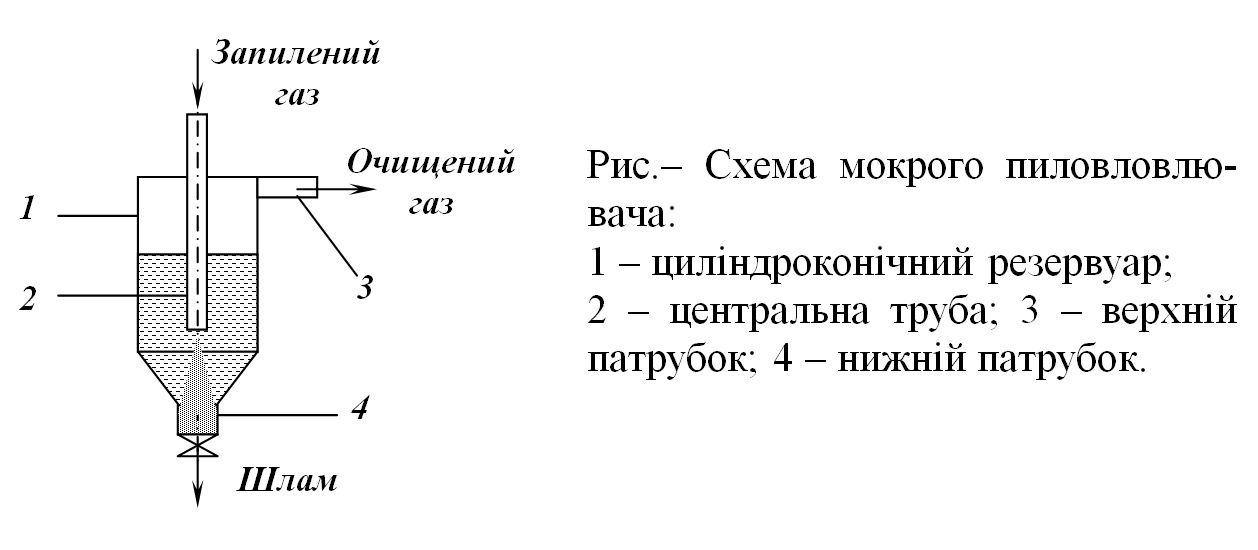
Мокрий барботажний пиловловлювач.

Мокрий барботажний пиловловлювач являє собою циліндроконічний резервуар 1 заповнений водою, через яку барботує запилене повітря, що подається по зануреній під шар води центральній трубі 2. 
При проходженні крізь воду газ звільняється від пилу і видаляється через патрубок 3. Пил осаджується у воді і накопичується у конічній ділянці пиловловлювача, звідки він у вигляді шламу періодично випускається через патрубок 4. 
Ступінь очищення газів не перевищує 50 – 60 %, тому що при спливанні бульбашки змочуються тільки частинки, які знаходяться на її поверхні. Частинки пилу, що знаходяться всередині бульбашки, практично не змочуються.

### Пінні пиловловлювачі

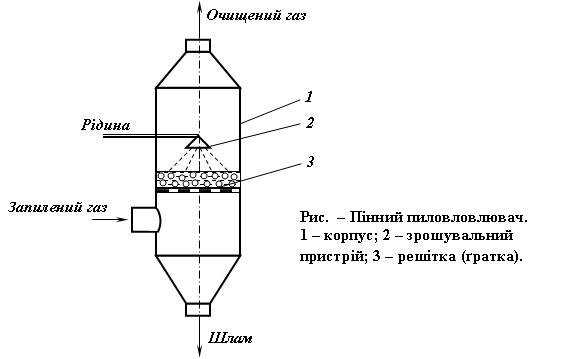

Пінний пиловловлювач складається з корпуса 1, зрошувального пристрою 2 і решітки 3. Пиловловлювач являє собою колону циліндричного або прямокутного перетину, в якій установлені одна або декілька щілинних решіток. Запилені гази подаються знизу під решітку.
Залежно від швидкості руху газів пиловловлювач може працювати в барботажному, пінному і хвильовому режимах. При барботажному режимі газові бульбашки з невисокою швидкістю проходять шар рідини на решітці. При подачі газу з більшою швидкістю на решітці утворюється шар турбулізованої рідини (піни) – пиловловлювач працює в пінному режимі. Якщо швидкість потоку газів велика, відбуваються коливальні зміни висоти шару піни, створюються газові струмені, зростають гідравлічний опір і винесення бризок – усе це характеризує хвильовий режим роботи пиловловлювача. Найбільш ефективний пінний режим, який забезпечує найкращі умови для підводу частинок пилу до турбулізованих плівок рідини. 
Ефективність уловлення пилу у пінних апаратах становить 92 – 99 %.

### Відцентровий зрошуваний скрубер

Відцентровий скрубер: 1 – вхідний патрубок; 2 – корпус; 3 – кільцева труба; 4 – форсунки; 5 – затвор.

У відцентровий скрубер (рис.) запилені гази із швидкістю до 20 м/с подають тангенціально по патрубку 1 в нижню частину циліндричного корпуса 2. Завдяки такій подачі гази набувають в середині корпуса обертового руху. Частинки під дією відцентрових сил осаджуються на внутрішній поверхні корпуса. 
У верхній частині корпуса по колу закріплені форсунки 4, в які під тиском надходить вода з кільцевої труби 3. Струмені води з форсунок подаються тангенціально до внутрішньої поверхні корпуса в бік обертання газового потоку. Вода стікає по поверхні корпуса, змочує частинки і виносить їх в нижню конічну частину, з якої шламова вода безперервно видаляється через затвор 5. Газ всередині скрубера обертається, підіймається угору і при проходженні між форсунками додатково очищується від відносно дрібних частинок, які коагулюють і осідають під дією сили ваги.
Ефективність уловлення пилу у відцентрових скруберах складає до 80%.

### Швидкісні пиловловлювачі
Див. також Швидкісні пиловловлювачі
Швидкісні пиловловлювачі складаються з труби Вентурі і відцентрового краплевловлювача. Загальна конструктивна ознака цих пиловловлювачів – наявність труби розпилювача, де відбувається інтенсивне дроблення газовим потоком рідини, яка його зрошує. Швидкість газового потоку в трубі Вентурі коливається від 40 до 150 м/с.
Швидкісні пиловловлювачі застосовують для остаточного очищення запилених газів в системах пиловловлення сушарок. Ефективність уловлення пилу в швидкісних пиловловлювачах складає 96 – 98 %.

### Плівковий	 пиловловлювач

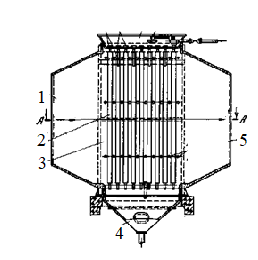
Плівковий мокрий пиловловлювач з вертикальними насадками, загальний вигляд: 1	– камера; 2 – вертикальні колонки; 3 – дифузор; 4 – бункер; 5 – конфузор;

У плівковому пиловловлювачі з вертикальними насадками (рис. ) запилений газ, просуваючись по камері 1, зустрічає на своєму шляху вертикальні колонки 2, по яких стікає вниз плівка води. Колонки розташовані в шаховому порядку. Потік частинок зіштовхується з колонками, занурюється в плівку води і рухається разом з нею у вигляді шламу в бункер 4. Пройшовши дифузор 3 і простір між колонками, газ видаляється через конфузор 5, залишаючи на насадках пил.  Оптимальна швидкість потоку газу v = 5 м/с. Ступінь очищення газу пиловловлювачем з вертикальними насадками досить високий (~97%), але наявні недоліки (чутливість апарату до ступеня очищення, великі витрата металу, корозія і ін.) обмежують його застосування.

### Скруббер ВТІ "Промбудпроект"
Див. також Скрубберний пиловловлювач
Застосовується на вуглезбагачувальних фабриках при остаточному очищенні газу труб-сушарок, хоча він і поступається за ефективністю прямоточному пиловловлювачу.
Ефективність уловлювання пилу складає 96–97%. До переваг цих пиловловлювачів відносяться: уловлювання пилу невеликого розміру, високий ККД, простота конструкції, невеликі витрати на споруди.